# Ivan Vrona
Ivan Vrona (em russo:  Ива́н Ива́нович Вро́на, em ucraniano:  Іва́н Іва́нович Вро́на), (29 de setembro de 1887, Otrocz, - 5 de janeiro de 1970, Kiev) foi um crítico de arte e artista ucraniano. Ele foi reitor do Instituto de Arte de Kiev (1924–1930), um dos fundadores da Associação de Arte Revolucionária da Ucrânia (ARMU), PHD (1951), membro do Sindicato dos Artistas da UkSSR e membro do Comité Executivo Central Ucraniano (1921).
Em 1924-1930 ele foi o primeiro reitor e, em 1930-1933 e 1945-1948, professor do Instituto de Arte de Kiev. Em 1925-1931, ele foi o director do Museu de Artes da Academia de Ciências Ucraniana (VUAN) (agora Museu de Arte de Bogdan e Barbara Khanenko). Em 1925–1932, foi fundador e membro da Associação da Arte Revolucionária da Ucrânia.

## Trabalhos teóricos
- 1926 - "Arte revolucionária e ARMU"[5]
- 1928 - "Caminhos da arte ucraniana contemporânea".[6]